# 33188 Shreya
33188 Shreya este o planetă minoră (asteroid), cu un diametru de 5,493 km, din centura de asteroizi. A fost descoperită pe 20 martie 1998 la Experimental Test Site⁠(d) de Lincoln Near-Earth Asteroid Research. 
Obiectul prezintă o orbită caracterizată de o semiaxă mare de 3,0874334 UAi, o excentricitate de 0,15, o înclinație de 5,42521 ° în raport cu ecliptica.